# العلاقات الروسية الفلسطينية
العلاقات الروسية الفلسطينية هي العلاقة الثنائية بين الاتحاد الروسي ودولة فلسطين.
إن تاريخ العلاقات بين فلسطين وروسيا (وبين عامي 1917-1991، العلاقات بين فلسطين والاتحاد السوفيتي) كان طويلا ومعقدا. ولعدد من الأسباب التاريخية والسياسية، فقد تشابك بعمق مع العلاقات الروسية (وبين 1917-1991، العلاقات السوفيتية) مع المؤسسة الصهيونية الإسرائيلية، والقومية الفلسطينية، وحركات تحرير العالم الثالث الوطنية بشكل عام. ولكن في الوقت نفسه، وخصوصا بين 1956 و1990، كانت العلاقات السوفيتية الفلسطينية جزءا لا يتجزأ من المواجهة السوفيتية الأمريكية التي كانت جارية آنذاك، وحتى بعد انتهاء الحرب الباردة، فإن الدور الدولي والأيديولوجي وأهمية العلاقات الروسية-الفلسطينية دائما ما يتجاوز حدودها المحلية والإقليمية. وقد استمرت هذه العلاقة حتى اليوم. وتظل روسيا لاعبا مهما في عملية السلام في الشرق الأوسط، وهي عضو في اللجنة الرباعية للسلام في الشرق الأوسط.

## تاريخ
بعد الثورة الروسية عام 1917 التي وضعت فلاديمير لينين والحزب الشيوعي للاتحاد السوفيتي في السلطة، أصبح الاتحاد السوفياتي في معظمه شيوعيا وملحدا رسميا. في عام 1922 قررت الحكومة السوفيتية تقديم دعم قوي للعرب الفلسطينيين. في الحقيقة، في عام 1930، وصفت اللجنة التنفيذية للمنظمة الدولية الشيوعية الصهيونية بأنها «تعبير عن استغلال، والتشبث الظالم للقوى العظمى، من البرجوازية اليهودية.» كما نصح الحزب الشيوعى الفلسطينى الذي اسسه المهاجرون اليهود في عام 1919 عندما تم قبوله للكومنترن بان «يدعم الحرية الوطنية للسكان العرب ضد الاحتلال البريطاني الصهيوني». ولكن حتى مع ذلك فإن الحزب الشيوعي لفلسطين لم يكن لديه سوى القليل من السلطة السياسية، والاتحاد السوفيتي تحت قيادة جوزيف ستالين كان يهتم في الغالب بمشاكله أثناء العشرينات والثلاثينيات من القرن الماضي والتي لم يكن لها تأثير يذكر في سياسة الشرق الأوسط.
ولكن مع نهاية الحرب العالمية الثانية، برز الاتحاد السوفيتي باعتباره واحدا من المنتصرين، ونتيجة لذلك أصبح الاتحاد السوفيتي قوة عظمى. مما جعله قادرا على مشروع قوتها إلى مناطق كان يعتقد أنه لم يكن ممكنا من قبل. في الواقع صوت الاتحاد السوفياتي والدول التابعة له لصالح خطة تقسيم الأمم المتحدة لفلسطين في عام 1947. وقد ادان الاتحاد السوفيتى بالإضافة إلى معظم الاحزاب الشيوعية في الشرق الأوسط تقسيم فلسطين. ولكن في النهاية قرر الاتحاد السوفياتي الاعتراف بدولة إسرائيل الجديدة. والواقع أن صناع القرار السياسي في الاتحاد السوفيتي كانوا عمليين جدا فيما يتعلق بالشرق الأوسط. وبدون تغيير موقفها الرسمي المعادي للصهيونية، من أواخر عام 1944، حتى عام 1948، وحتى في وقت لاحق، تبنى جوزيف ستالين سياسة خارجية مؤيدة للصهيونية، معتقدا على ما يبدو أن البلد الجديد سيكون اشتراكيا، وسيعجل بانحدار النفوذ البريطاني في الشرق الأوسط. ولكن مع تحول إسرائيل في نهاية المطاف إلى حليف مؤيد للغرب والولايات المتحدة، تسبب هذا في تحول كبير. وسرعان ما بدأت الحكومة السوفيتية تنظر إلى الصهيونية باعتبارها عدوا وبدأت في دعم العرب أكثر من أي وقت مضى. وكان الموقف الرسمي للاتحاد السوفيتي والدول والوكالات التابعة له هو أن الصهيونية كانت أداة يستخدمها اليهود والأمريكيون من أجل "الإمبريالية العنصرية". وفي الواقع وصف الحزب الشيوعي للاتحاد السوفياتي الصهيونية بأنها "شوفينية مسلحة، وعنصرية، ومناهضة للشيوعية، ومناهضة للسوفييت". وتحارب بشكل علني وبشكل سري حركات الحرية والاتحاد السوفياتي."
ولكن الاتحاد السوفيتي لم يدعم حقوق الفلسطينيين، وكان حذرا للغاية بشأن منظمة التحرير الفلسطينية (التي تأسست في عام 1964) وحزب فتح (الذي تأسس في عام 1958) أثناء عقد الستينات من القرن الماضي. وكانت الحكومة السوفييتية غير سعيدة للغاية بشأن أول زعيمين لمنظمة التحرير الفلسطينية. فقد أقام الاتحاد السوفيتي بعض الاتصالات مع قيادة منظمة التحرير الفلسطينية في عام 1964، وفي عام 1965، أقام الاتحاد اتصالات مع الاتحاد العام للطلبة الفلسطينيين والاتحاد العام للمرأة الفلسطينية. ولكن بعد حرب الأيام الستة التي انتهت بهزيمة إسرائيل للعرب في يونيو 1967، كان الاتحاد السوفييتي قد اتخذ وجهة نظر أكثر إيجابية بشأن منظمة التحرير الفلسطينية. وعندما زار ياسر عرفات موسكو في عام 1968، بدأت موسكو في رؤيته كرجل لهم، وفي العام التالي تم انتخاب عرفات رئيسا لمنظمة التحرير الفلسطينية، وتم ترسيخ العلاقات مع الفلسطينيين بشكل ثابت.
وبحلول السبعينيات من القرن الماضي ومع فقدان النفوذ السوفييتي في مصر، تعززت العلاقات مع المسلحين الفلسطينيين بشكل أكبر، وسرعان ما تم إرسال الأسلحة السوفيتية والتدريب إلى الجماعات الفلسطينية. وكان جهاز الاستخبارات والأمن الداخلي مسؤولا عن تسليح وتدريب معظم الجماعات الفلسطينية. والواقع أن جهاز الاستخبارات والأمن الداخلي هو الذي قرر أي الجماعات المسلحة ينبغي أن تحصل على المال والأسلحة. وبحلول عام 1972 كان السوفييت قد أعلنوا الحركة الفلسطينية في طليعة حركة التحرير العربية. في صيف عام 1974، تم افتتاح سفارة منظمة التحرير الفلسطينية في موسكو. وخلال هذا الوقت خاطب ياسر عرفات الامم المتحدة وسرعان ما منحت منظمة التحرير الفلسطينية وضع المراقب في الامم المتحدة في عام 1974. في عام 1975، قدم الاتحاد السوفيتي برعاية وصوت دعما لقرار الجمعية العامة للأمم المتحدة 3379 الذي تعادل الصهيونية مع العنصرية (ومع ذلك، تم إلغاء القرار في وقت لاحق مع القرار 4686 في عام 1991، الذي صوت الاتحاد السوفيتي لصالحه واقترحه أيضا). وبعد اتفاقات كامب ديفيد في سبتمبر 1978، أعلن الرئيس السوفيتي ليونيد بريجنيف أن «هناك طريق واحد فقط» إلى تسوية حقيقية، «طريق التحرير الكامل لجميع الأراضي العربية التي احتلتها إسرائيل في عام 1967، والاحترام الكامل والواضح للحقوق المشروعة للشعب العربي الفلسطيني، بما في ذلك الحق في إنشاء دولته المستقلة». وفي نهاية زيارة عرفات لموسكو في الفترة من 29 أكتوبر إلى 1 نوفمبر 1978، اعترفت السلطات السوفييتية أخيرا بمنظمة التحرير الفلسطينية باعتبارها «الممثل الشرعي الوحيد للشعب الفلسطيني». وبالرغم من ذلك فان الاتحاد السوفيتي حث منظمة التحرير الفلسطينية وياسر عرفات على قبول أحكام القرار رقم 242 والاعتراف باسرائيل وبدء محادثات السلام.

## جائحة كوفيد 19
في 4 فبراير 2021، تسلمت وزارة الصحة الفلسطينية أول شحنة من لقاح سبوتنيك في تضمنت 10 آلاف جرعة قدمتها روسيا.

## وصلات خارجية
- (بالروسية) Documents on the Palestine–Russia relationship at the Russian Ministry of Foreign Affairs

### بعثات دبلوماسية
- (بالعربية) (بالإنجليزية) (بالروسية) Embassy of the State of Palestine in Moscow